# Division I i bandy 1979/1980
Division I i bandy 1979/1980 var Sveriges högsta division i bandy för herrar säsongen 1979/1980. Södergruppstvåan IF Boltic lyckades vinna svenska mästerskapet efter seger med 5-3 mot norrgruppsvinarna Sandvikens AIK i finalmatchen på Söderstadion i Stockholm den 16 mars 1980.

## Upplägg
Lag 1-4 i respektive grupp av de två geografiskt indelade 10-lagsgrupperna gick till slutspel, och lag 9 i respektive grupp gick till kval och lag 10 i respektive grupp flyttades ned till Division II.

## Förlopp
Skytteligan vanns av Lars Olsson med 43 fullträffar..

## Seriespelet

### Division I norra
Spelades 2 december 1979-26 februari 1980.
| Nr | Lag             | S  | V  | O | F  | +/-      | P  |
| -- | --------------- | -- | -- | - | -- | -------- | -- |
| 1  | Sandvikens AIK  | 18 | 14 | 1 | 3  | 88 - 60  | 29 |
| 2  | Brobergs IF     | 18 | 10 | 5 | 3  | 93 - 62  | 25 |
| 3  | Selångers SK    | 18 | 11 | 3 | 4  | 74 - 47  | 25 |
| 4  | Bollnäs GIF     | 18 | 11 | 3 | 4  | 83 - 63  | 25 |
| 5  | Edsbyns IF      | 18 | 9  | 4 | 5  | 80 - 60  | 22 |
| 6  | Ljusdals BK     | 18 | 5  | 4 | 9  | 67 - 69  | 14 |
| 7  | Hälleforsnäs IF | 18 | 6  | 1 | 11 | 48 - 74  | 13 |
| 8  | Falu BS         | 18 | 5  | 1 | 12 | 58 - 84  | 13 |
| 9  | IK Sirius       | 18 | 3  | 3 | 12 | 48 - 74  | 9  |
| 10 | Skutskärs IF    | 18 | 3  | 1 | 14 | 56 - 102 | 7  |

- IK Sirius kvar i Division I efter kvalspel.

### Division I södra
Spelades 2 december 1979-26 februari 1980.
| Nr | Lag             | S  | V  | O | F  | +/-     | P  |
| -- | --------------- | -- | -- | - | -- | ------- | -- |
| 1  | Västerås SK     | 18 | 12 | 4 | 2  | 75 - 44 | 28 |
| 2  | IF Boltic       | 18 | 12 | 2 | 4  | 73 - 44 | 26 |
| 3  | Surte SK        | 18 | 10 | 3 | 5  | 76 - 57 | 23 |
| 4  | Villa BK        | 18 | 9  | 5 | 4  | 71 - 57 | 23 |
| 5  | Örebro SK       | 18 | 10 | 2 | 6  | 68 - 56 | 22 |
| 6  | Nässjö IF       | 18 | 7  | 0 | 11 | 42 - 55 | 14 |
| 7  | IFK Motala      | 18 | 5  | 4 | 9  | 53 - 71 | 14 |
| 8  | IF Göta         | 18 | 6  | 1 | 11 | 54 - 71 | 13 |
| 9  | Katrineholms SK | 18 | 4  | 2 | 12 | 57 - 70 | 10 |
| 10 | Vetlanda BK     | 18 | 2  | 3 | 13 | 42 - 86 | 7  |

- Katrineholms SK kvar i Division I efter kvalspel.

## Seriematcherna

### Norrgruppen
| - 2 december 1979 Brobergs IF-Hälleforsnäs IF 3-2 - 2 december 1979 Edsbyns IF-Sandvikens AIK 8-3 - 2 december 1979 Ljusdals BK-Falu BS 7-2 - 2 december 1979 Selånger SK-Skutskärs IF 6-3 - 2 december 1979 IK Sirius-Bollnäs GIF 3-4 - 9 december 1979 Bollnäs-Selånger 5-2 - 9 december 1979 Falun-Sirius 4-1 - 9 december 1979 Hälleforsnäs-Edsbyn 1-0 - 9 december 1979 Sandviken-Ljusdal 4-0 - 9 december 1979 Skutskär-Broberg 5-6 - 23 december 1979 Broberg-Falun 4-7 - 23 december 1979 Edsbyn-Skutskär 10-2 - 23 december 1979 Hälleforsnäs-Bollnäs 1-4 - 23 december 1979 Selånger-Sandviken 3-3 - 23 december 1979 Sirius-Ljusdal 3-3 - 26 december 1979 Bollnäs-Edsbyn 7-2 - 26 december 1979 Falun-Selånger 2-4 - 26 december 1979 Ljusdal-Broberg 4-4 - 26 december 1979 Sandviken-Sirius 5-1 - 26 december 1979 Skutskär-Hälleforsnäs 6-4 - 30 december 1979 Broberg-Bollnäs 5-3 - 30 december 1979 Edsbyn-Ljusdal 2-2 - 30 december 1979 Hälleforsnäs-Sandviken 1-4 - 30 december 1979 Selånger-Sirius 6-2 - 30 december 1979 Skutskär-Falun 7-3 - 2 januari 1980 Bollnäs-Skutskär 8-2 - 2 januari 1980 Falun-Hälleforsnäs 3-4 - 2 januari 1980 Ljusdal-Selånger 0-2 - 2 januari 1980 Sandviken-Broberg 6-3 - 2 januari 1980 Sirius-Edsbyn 3-4 - 6 januari 1980 Edsbyn-Falun 4-4 - 6 januari 1980 Ljusdal-Skutskär 6-3 - 6 januari 1980 Sandviken-Bollnäs 9-4 - 6 januari 1980 Selånger-Broberg 2-2 - 6 januari 1980 Sirius-Hälleforsnäs 3-6 - 8 januari 1980 Broberg-Edsbyn 7-1 - 9 januari 1980 Bollnäs-Ljusdal 5-2 - 9 januari 1980 Falun-Sandviken 3-9 - 9 januari 1980 Hälleforsnäs-Selånger 6-4 - 9 januari 1980 Skutskär-Sirius 5-2 - 16 januari 1980 Falun-Bollnäs 2-5 - 16 januari 1980 Ljusdal-Hälleforsnäs 8-3 - 16 januari 1980 Sandviken-Skutskär 5-2 - 16 januari 1980 Selånger-Edsbyn 5-2 - 16 januari 1980 Sirius-Broberg 4-4 | - 18 januari 1980 Bolnäs-Falun 5-4 - 20 januari 1980 Broberg-Sirius 6-2 - 20 januari 1980 Edsbyn-Selånger 4-2 - 20 januari 1980 Hälleforsnäs-Ljusdal 3-3 - 20 januari 1980 Skutskär-Sandviken 2-6 - 23 januari 1980 Bollnäs-Broberg 5-5 - 23 januari 1980 Falun-Skutskär 5-1 - 23 januari 1980 Ljusdal-Edsbyn 3-5 - 23 januari 1980 Sandviken-Hälleforsnäs 6-4 - 23 januari 1980 Sirius-Selånger 2-6 - 27 januari 1980 Broberg-Sandviken 4-5 - 27 januari 1980 Edsbyn-Sirius 4-2 - 27 januari 1980 Hälleforsnäs-Falun 4-1 - 27 januari 1980 Selånger-Ljusdal 6-1 - 27 januari 1980 Skutskär-Bollnäs 3-4 - 10 februari 1980 Bollnäs-Sirius 6-2 - 10 februari 1980 Falun-Ljusdal 5-3 - 10 februari 1980 Hälleforsnäs-Broberg 3-5 - 10 februari 1980 Sandviken-Edsbyn 3-7 - 10 februari 1980 Skutskär-Selånger 3-5 - 13 februari 1980 Broberg-Skutskär 8-2 - 13 februari 1980 Edsbyn-Hälleforsnäs 6-0 - 13 februari 1980 Ljusdal-Sandviken 4-6 - 13 februari 1980 Selånger-Bollnäs 4-4 - 13 februari 1980 Sirius-Falun 2-1 - 17 februari 1980 Bollnäs-Hälleforsnäs 4-2 - 17 februari 1980 Falun-Broberg 5-10 - 17 februari 1980 Ljusdal-Sirius 2-3 - 17 februari 1980 Sandviken-Selånger 1-6 - 17 februari 1980 Skutskär-Edsbyn 3-9 - 19 februari 1980 Broberg-Ljusdal 7-2 - 21 februari 1980 Edsbyn-Bollnäs 4-4 - 21 februari 1980 Hälleforsnäs-Skutskär 2-1 - 21 februari 1980 Selånger-Falun 5-0 - 21 februari 1980 Sirius-Sandviken 3-4 - 24 februari 1980 Edsbyn-Broberg 4-4 - 24 februari 1980 Ljusdal-Bollnäs 7-3 - 24 februari 1980 Sandviken-Falun 5-2 - 24 februari 1980 Selånger-Hälleforsnäs 6-1 - 24 februari 1980 Sirius-Skutskär 3-3 - 26 februari 1980 Bollnäs-Sandviken 3-4 - 26 februari 1980 Broberg-Selånger 6-0 - 26 februari 1980 Falun-Edsbyn 5-4 - 26 februari 1980 Hälleforsnäs-Sirius 1-7 - 26 februari 1980 Skutskär-Ljusdal 3-10 |

### Södergruppen
| - 2 december 1979 IF Göta-Katrineholms SK 4-5 - 2 december 1979 Vetlanda BK-IFK Motala 2-2 - 2 december 1979 Västerås SK-Nässjö IF 4-3 - 2 december 1979 Örebro SK-Villa BK 1-1 - 9 december 1979 IF Boltic-Vetlanda 3-1 - 9 december 1979 Katrineholm-Västerås 4-4 - 9 december 1979 Motala-Örebro 2-2 - 9 december 1979 Nässjö-Ale Surte SK 2-0 - 9 december 1979 Villa-IF Göta 3-2 - 20 december 1979 Ale Surte-Boltic 4-9 - 23 december 1979 IF Göta-Motala 2-4 - 23 december 1979 Ale Surte-Västerås 4-8 - 23 december 1979 Vetlanda-Katrineholm 5-3 - 23 december 1979 Villa-Boltic 0-4 - 23 december 1979 Örebro-Nässjö 4-2 - 26 december 1979 Boltic-IF Göta 9-1 - 26 december 1979 Katrineholm-Ale Surte 4-2 - 26 december 1979 Motala-Villa 4-0 - 26 december 1979 Nässjö-Vetlanda 3-1 - 26 december 1979 Västerås-Örebro 6-2 - 30 december 1979 IF Göta-Västerås 4-3 - 30 december 1979 Motala-Nässjö 7-4 - 30 december 1979 Vetlanda-Ale Surte 3-3 - 30 december 1979 Villa-Katrineholm 9-5 - 30 december 1979 Örebro-Boltic 4-0 - 2 januari 1980 Boltic-Motala 4-1 - 2 januari 1980 Katrineholm-Örebro 3-4 - 2 januari 1980 Nässjö-Villa 0-2 - 2 januari 1980 Ale Surte-IF Göta 4-0 - 2 januari 1980 Västerås-Vetlanda 4-0 - 6 januari 1980 IF Göta-Nässjö 4-1 - 6 januari 1980 Katrineholm-Boltic 2-5 - 6 januari 1980 Ale Surte-Villa 4-2 - 6 januari 1980 Vetlanda-Örebro 3-5 - 6 januari 1980 Västerås-Motala 7-2 - 9 januari 1980 Boltic-Västerås 4-6 - 9 januari 1980 Motala-Ale Surte 4-6 - 9 januari 1980 Nässjö-Katrineholm 4-1 - 9 januari 1980 Villa-Vetlanda 12-4 - 9 januari 1980 Örebro-IF Göta 4-1 - 16 januari 1980 IF Göta-Vetlanda 5-3 - 16 januari 1980 Katrineholm-Motala 6-0 - 16 januari 1980 Nässjö-Boltic 0-2 - 16 januari 1980 Ale Surte-Örebro 6-2 - 16 januari 1980 Västerås-Villa 3-3 | - 20 januari 1980 Boltic-Nässjö 3-4 - 20 januari 1980 Motala-Katrineholm 5-4 - 20 januari 1980 Vetlanda-IF Göta 3-5 - 20 januari 1980 Villa-Västerås 2-5 - 20 januari 1980 Örebro-Ale Surte 3-7 - 23 januari 1980 Boltic-Örebro 2-5 - 23 januari 1980 Katrineholm-Villa 2-3 - 23 januari 1980 Nässjö-Motala 5-2 - 23 januari 1980 Ale Surte-Vetlanda 6-2 - 23 januari 1980 Västerås-IF Göta 7-4 - 27 januari 1980 IF Göta-Ale Surte 2-3 - 27 januari 1980 Motala-Boltic 2-2 - 27 januari 1980 Vetlanda-Västerås 1-1 - 27 januari 1980 Villa-Nässjö 6-1 - 27 januari 1980 Örebro-Katrineholm 4-3 - 10 februari 1980 Boltic-Ale Surte 5-3 - 10 februari 1980 Katrineholm-IF Göta 1-1 - 10 februari 1980 Motala-Vetlanda 5-3 - 10 februari 1980 Nässjö-Västerås 1-3 - 10 februari 1980 Villa-Örebro 4-3 - 12 februari 1980 Västerås-Katrineholm 3-1 - 13 februari 1980 IF Göta-Villa 4-6 - 13 februari 1980 Ale Surte-Nässjö 5-2 - 13 februari 1980 Vetlanda-Boltic 2-5 - 13 februari 1980 Örebro-Motala 8-4 - 17 februari 1980 Boltic-Villa 3-3 - 17 februari 1980 Katrineholm-Vetlanda 10-0 - 17 februari 1980 Motala-IF Göta 4-5 - 17 februari 1980 Nässjö-Örebro 0-4 - 17 februari 1980 Västerås-Ale Surte 3-3 - 19 februari 1980 IF Göta-Boltic 3-4 - 19 februari 1980 Örebro-Västerås 2-3 - 21 februari 1980 Ale Surte-Katrineholm 6-0 - 21 februari 1980 Vetlanda-Nässjö 3-1 - 21 februari 1980 Villa-Motala 4-4 - 22 februari 1980 IF Göta-Örebro 5-3 - 22 februari 1980 Västerås-Boltic 2-3 - 24 februari 1980 Katrineholm-Nässjö 2-5 - 24 februari 1980 Ale Surte-Motala 4-0 - 24 februari 1980 Vetlanda-Villa 2-5 - 26 februari 1980 Boltic-Katrineholm 6-1 - 26 februari 1980 Motala-Västerås 1-3 - 26 februari 1980 Nässjö-IF Göta 4-2 - 26 februari 1980 Villa-Ale Surte 6-6 - 26 februari 1980 Örebro-Vetlanda 8-4 |

## Slutspel om svenska mästerskapet 1980

### Kvartsfinaler (bäst av tre matcher)
- 29 februari 1980: Sandvikens AIK-Surte SK 6-3
- 29 februari 1980: Villa BK-Selångers SK 1-2
- 29 februari 1980: Västerås SK-Bollnäs GIF 6-4
- 29 februari 1980: Brobergs IF-IF Boltic 1-2

- 2 mars 1980: Surte SK-Sandvikens AIK 6-4
- 2 mars 1980: Selångers SK-Villa BK 7-4  (Selångers SK vidare med 2-0 i matcher)
- 2 mars 1980: Bollnäs GIF-Västerås SK 6-2
- 2 mars 1980: IF Boltic-Brobergs IF 2-1

- 4 mars 1980: Sandvikens AIK-Surte SK 4-3 (Sandvikens AIK vidare med 2-1 i matcher)
- 4 mars 1980: Bollnäs GIF-Västerås SK 4-1 (Bollnäs GIF vidare med 2-1 i matcher)
- 4 mars 1980: Brobergs IF-IF Boltic 2-5 (IF Boltic vidare med 2-1 i matcher)

### Semifinaler (bäst av tre matcher)
- 7 mars 1980: Sandvikens AIK-Selångers SK 4-2
- 7 mars 1980: Bollnäs GIF-IF Boltic 1-3

- 7 mars 1980: Selångers SK-Sandvikens AIK 3-4 (Sandvikens AIK vindare med 2-0 i matcher)
- 7 mars 1980: IF Boltic-Bollnäs GIF 8-2 (IF Boltic vidare med 2-0 i matcher)

### Final
- 16 mars 1980: IF Boltic-Sandvikens AIK 4-3 (Söderstadion, Stockholm)

IF Boltic svenska mästare i bandy för herrar säsongen 1979/1980.

## Svenska mästarna
Mall:IF Boltic 1979/1980